# 浦川伸一
浦川 伸一（うらかわ しんいち、1961年 - ）は、日本の実業家。損害保険ジャパン株式会社顧問、SOMPOシステムズ株式会社会長、内閣府人間中心のAI社会原則検討会議 構成員、内閣官房Trusted Web推進協議会 委員、経済産業省企業間取引将来ビジョン検討会 委員、一般社団法人日本経済団体連合会DX会議タスクフォース座長、デジタルエコノミー推進委員会企画部会長、同 AI活用戦略タスクフォース 委員、一般社団法人システムイノベーションセンター 代表理事・センター長、JPドメイン名諮問委員会 委員長、国内外デジタル化動向を踏まえたデジタルエコシステムのあり方に関する検討会構成員、立教大学大学院人工知能科学研究科客員教授。

## 人物・経歴
1961年4月28日生まれ。立教大学社会学部卒業。1984年、日本IBMに入社。金融機関向け情報システムの企画・開発・運用を約30年経験し、ソフトウエアエンジニアリング、開発標準、メインフレーム及びオープン系アーキテクチャ設計などを幅広く担当。
1990年代より、ディーリングシステムプロジェクト（メガバンク）、情報系システム（メガバンク、地銀）、確定拠出年金プロジェクト、システム統合プロジェクト（メガバンク、信託銀行、損保）など、大型プロジェクトのプロジェクトマネージャーを歴任。2000年より、プロジェクトマネジメント学会に所属し、20を超える論文発表を継続。
2013年、株式会社損害保険ジャパン及び日本興亜損害保険株式会社執行役員CTO、ＮＫＳＪシステムズ株式会社 取締役副社長執行役員
2014年、損害保険ジャパン日本興亜株式会社 執行役員、損保ジャパン日本興亜システムズ株式会社代表取締役社長　社長執行役員
2015年、ＳＯＭＰＯシステムイノベーションズ株式会社 代表取締役社長、社長執行役員を兼務。
この年から損保ジャパンのAIプロジェクトの企画・開発・運用に従事。平行して社内外のAI関連セミナーで講師を担当。政府・経済団体等でのAI社会原則、活用戦略などのタスクメンバーを歴任。
2016年、損害保険ジャパン日本興亜株式会社取締役常務執行役員、損保ジャパン日本興亜ホールディングス株式会社 常務執行役員、ＳＯＭＰＯシステムズ株式会社代表取締役社長 社長執行役員。また、デジタル技術を核とした、ビジネスモデルのトランスフォーメーション、いわゆるDXの社会実装をテーマに、社内外の知見を取りまとめ、社内外のDX関連セミナーを担当。経団連や外郭団体などを通じ、普及活動を継続。
2017年、損保ジャパン日本興亜ホールディングス株式会社 常務執行役員グループCIO
2020年、損害保険ジャパン株式会社取締役専務執行役員CIO
2021年、SOMPOシステムズ株式会社取締役会長
2023年より損害保険ジャパン株式会社 顧問、ＳＯＭＰＯシステムズ株式会社 会長を務める。
既存のCOBOLベースの基幹システムを、日本初のJavaEE7をベースとしたオープンシステムへ刷新するなど、新たなシステムデザインを提唱し、技術導入の実現を図った。内閣府、経産省および、経団連等のDX推進やAI活用に関する委員会でも活動し、社内外での講演も多く行う。
2021年より立教大学大学院人工知能科学研究科客員教授も務める。
現在、筑波大学大学院システム情報工学研究群博士後期課程に在籍し、情報技術の多様な分野に関する深い専門性から様々な領域における問題に対して情報学的アプローチを試みている。